# حور فضي
حور فضي أو حَور ياباني (الاسم العلمي:Populus argentea) هو نوع غير مؤكد من النباتات يتبع جنس الحور من الفصيلة الصفصافية.